# Seznam rozvoden ČEPS
Toto je seznam rozvoden České elektrizační přenosové soustavy (ČEPS).

## V provozu
Přehled provozovaných rozvoden přenosové soustavy k 1. lednu 2023 podle mapy ČEPS:

### Rozvodny 220 kV
| Název rozvodny | Okres         | Výstavba    | V provozu od | Poznámka                                          |
| -------------- | ------------- | ----------- | ------------ | ------------------------------------------------- |
| Chomutov       | Chomutov      | 1978 - 1979 | 1979         | Vyhrazená pro napájení VTŽ Chomutov.              |
| Lískovec       | Frýdek-Místek | 1951 - 1952 | 1952         | První rozvodna 220 kV na Moravě.                  |
| Malešice       | Praha         | 1967        | 1967         | První rozvodna PS v Praze.                        |
| Milín          | Příbram       | 1959 - 1960 | 1960         | Do rozvodny je přiveden výkon z elektrárny Orlík. |
| Opočínek       | Pardubice     | 1951        | 1951         | První rozvodna PS v Československu.               |
| Tábor          | Tábor         | 1972 - 1973 | 1973         |                                                   |

### Rozvodny 400/220 kV

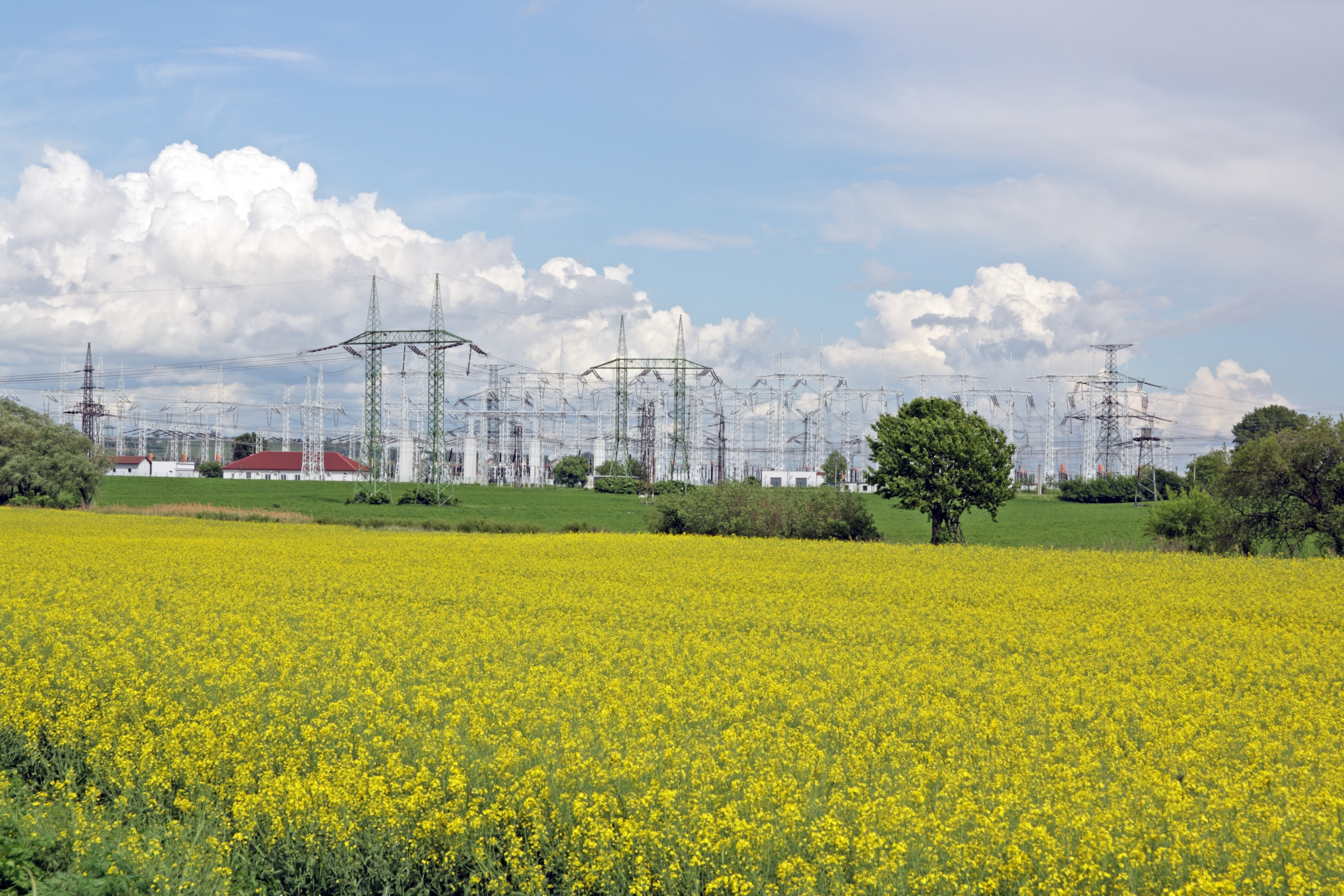
Rozvodna Sokolnice

| Název rozvodny | Okres              | Výstavba                         | V provozu od       | Poznámka                                                       |
| -------------- | ------------------ | -------------------------------- | ------------------ | -------------------------------------------------------------- |
| Bezděčín       | Jablonec nad Nisou | 1963 - 1964 (400 kV 1981 - 1982) | 1964 (400 kV 1982) |                                                                |
| Čechy Střed    | Praha-východ       | 1959 - 1960 (400 kV 1974 - 1975) | 1960 (400 kV 1975) |                                                                |
| Hradec         | Chomutov           | 1958 - 1959 (400 kV 1964 - 1965) | 1959 (400 kV 1965) | Do rozvodny je vyveden výkon z elektráren Tušimice a Prunéřov. |
| Chotějovice    | Teplice            | 1964 - 1965 (400 kV 2010 - 2011) | 1965 (400 kV 2011) | Do rozvodny je vyveden výkon z elektrárny Ledvice.             |
| Prosenice      | Přerov             | 1951 - 1952 (400 kV 1964 - 1965) | 1952 (400 kV 1965) | První rozvodna 400 kV na Moravě.                               |
| Přeštice       | Plzeň-jih          | 1962 - 1963 (400 kV 1990 - 1992) | 1963 (400 kV 1992) | První rozvodna PS v Plzeňském kraji.                           |
| Sokolnice      | Brno-venkov        | 1951 - 1952 (400 kV 1966)        | 1952 (400 kV 1966) |                                                                |
| Vítkov         | Sokolov            | 1960 (400 kV 2019 - 2020)        | 1960 (400 kV 2020  | Do rozvodny je vyveden výkon z elektráren Tisová a Vřesová.    |
| Výškov         | Louny              | 1950 - 1951 (400 kV 1968 - 1969) | 1951 (400 kV 1969) | Do rozvodny je vyveden výkon z elektrárny Počerady.            |

### Rozvodny 400 kV
| Název rozvodny | Okres            | Výstavba           | V provozu od       | Poznámka                                                            |
| -------------- | ---------------- | ------------------ | ------------------ | ------------------------------------------------------------------- |
| Albrechtice    | Karviná          | 1970               | 1970               | Do rozvodny je vyveden výkon z elektrárny Dětmarovice.              |
| Babylon        | Česká Lípa       | 1980               | 1980               | Do rozvodny je vyveden výkon z elektrárny Mělník.                   |
| Čebín          | Brno-venkov      | 1973 - 1974        | 1974               |                                                                     |
| Dasný          | České Budějovice | 1980 - 1981        | 1981               |                                                                     |
| Horní Životice | Bruntál          | 1986 - 1987        | 1987               |                                                                     |
| Chodov         | Praha            | 1992 - 1993        | 1993               |                                                                     |
| Chrást         | Plzeň-město      | 1980 - 1981        | 1981               | První rozvodna 400 kV v Plzeňském kraji.                            |
| Kletné         | Nový Jičín       | 2011 - 2012        | 2012               | Vybudována v koordinaci se společností ČEZ.                         |
| Kočín          | České Budějovice | 1993 - 1994        | 1994               | Do rozvodny je vyveden výkon z elektrárny Temelín.                  |
| Krasíkov       | Ústí nad Orlicí  | 1970 - 1973        | 1973               | Do rozvodny je vyveden výkon z elektrárny Dlouhé Stráně.            |
| Mírovka        | Havlíčkův Brod   | 1980 - 1982        | 1982               |                                                                     |
| Neznášov       | Náchod           | 1979 - 1980        | 1980               |                                                                     |
| Nošovice       | Frýdek-Místek    | 1959 (400 kV 1968) | 1960 (400 kV 1968) | Od roku 1975 pouze na hladině 400 kV.                               |
| Otrokovice     | Zlín             | 1977 - 1978        | 1978               |                                                                     |
| Řeporyje       | Praha            | 1974 - 1975        | 1975               | První rozvodna 400 kV v Praze.                                      |
| Slavětice      | Třebíč           | 1976 - 1977        | 1977               | Do této rozvodny je vyveden výkon z elektráren Dukovany a Dalešice. |
| Týnec          | Kolín            | 1976 - 1977        | 1977               | Do této rozvodny je vyveden výkon z elektrárny Chvaletice.          |
| Vernéřov       | Chomutov         | 2016 - 2017        | 2017               | Postavena z důvodu požadavku na novou transformaci v této oblasti.  |

## Bývalé
Přehled zrušených rozvoden přenosové soustavy k 1. lednu 2023 podle mapy ČEPS:

### Rozvodny 220 kV
| Název rozvodny | Okres            | Výstavba | Doba provozu | Poznámka                                            |
| -------------- | ---------------- | -------- | ------------ | --------------------------------------------------- |
| Mydlovary      | České Budějovice | 1965     | 1965 - 1998  | Zrušena v roce 1998 po odstavení místní elektrárny. |
| Nošovice       | Frýdek-Místek    | 1959     | 1959 - 1975  | Zrušena v roce 1975.                                |

## Plánované
Přehled plánovaných rozvoden přenosové soustavy k 1. lednu 2023 podle mapy ČEPS:

### Rozvodny 400 kV
Poznámka: seznam nemusí být úplný.
| Název rozvodny | Okres   | Plánovaná výstavba | Poznámka                                                 |
| -------------- | ------- | ------------------ | -------------------------------------------------------- |
| Dětmarovice    | Karviná | 2022 - 2024        | Pro zlepšení dodávek elektřiny v Moravskoslezském kraji. |
| Milín          | Příbram | 2023 - 2026        | Náhrada rozvodny 220 kV.                                 |
| Praha - Sever  | Praha   | 2024 - 2028        | Pro zlepšení dodávek elektřiny v Praze.                  |